# Utqiaġvik
Utqiaġvik, dříve Barrow, je nejsevernější aljašské město, současně je i jedním z nejseverněji položených osídlení s více než 4000 obyvateli na světě. Blízký mys Barrow (9 mil severně) je nejsevernějším bodem USA.
Tento mys byl pojmenován F. W. Beecheyem v roce 1825 na památku britského námořního důstojníka Sira Johna Barrowa. Původní název Ukpeagvik, čili „místo, kde se loví sněžné sovy“ dali místu Inuité před více než 1000 lety.
Město není vzhledem ke své vzdálenosti napojeno na zbytek aljašské silniční sítě a je zásobováno především prostřednictvím letecké dopravy, případně v krátkém letním období nákladními loděmi. Většina jeho obyvatel jsou buď příslušníci původních národů, nebo lidé, kteří do Barrow odešli v souvislosti s těžbou ropy.
Do roku 2016 se město jmenovalo Barrow, na základně referenda se od prosince 2016 nazývá Utqiaġvik. Změna názvu měla podporovat používání jazyka Iñupiaq a je součástí procesu dekolonizace.

## Geografie
Podle United States Census Bureau, rozloha města činí 55 km² z čehož 47,6 km² tvoří pevnina a 7,6 km² vodní plochy. Dominujícím typem biomu je tundra, která je vyvinutá na permafrostu, který je až 400 m hluboký.

## Podnebí
Utqiaġvik má nehostinné polární klima. Zima je mrazivá a polární léto je velice krátké a chladné (průměrná červencová teplota 4,9 °C).